# Lepus coreanus
La liebre de Corea (Lepus coreanus) es una especie de liebre se encuentra en la península de Corea y zonas adyacentes del noreste de China. La liebre de Corea habita diversos hábitats dentro de su gama, desde los bosques de montaña remotos a las tierras cultivadas. El color del pelaje varía ligeramente entre los individuos, pero en general es un poco de sombra de color marrón hígado. Una liebre coreana adulta. pesa 2,1-2,6 kilogramos, y tiene una longitud corporal de 45-54 centímetros. La cola suele ser de 2-5 cm de longitud, y las orejas son 7,6-8,3 cm de largo.

## Taxonomía
La liebre de Corea fue descrita por primera vez por Thomas en 1892. Aparte de la que, otras cinco especies de liebre del género Lepus se producen en Asia oriental, la liebre de China (Lepus sinensis), la liebre de montaña (Lepus timidus), el liebre de manchuria (Lepus mandschuricus), la liebre japonesa (Lepus brachyurus) y la liebre de El Cabo (Lepus capensis). En 1974, la liebre de Corea fue considerada como una subespecie de L. brachyurus y en 1978, una subespecie de L. sinensis, sin embargo, el estudio de ADNmt ha demostrado ahora que la liebre de Corea es de hecho una especie válida, L coreanus.

## Distribución y hábitat
La liebre de Corea es endémica a Corea y la provincia de Jilin, en el noreste de China. Se encuentra en las llanuras, en matorrales y en regiones montañosas. Las densidades variaron de ninguna persona sobre la tierra cultivada costera a cuatro individuos por kilómetro cuadrado (0,4 milla cuadrada) en las colinas, y cinco por kilómetros cuadrados en las montañas. Un estudio realizado en el Parque Nacional de Jirisan en Corea del Sur encontró que su abundancia aumenta en proporción a la densidad de la cubierta de matorral en su hábitat.

## Comportamiento
Existe poca información sobre el comportamiento de esta especie. Ellos viajan en hábitats abiertos para alimentase durante la tarde y la noche. No se cree que son sociables y no hay ningún indicio de comportamiento territorial, pero sí existen jerarquías que afecta el acceso a los alimentos. Se alimentan de muchos tipos de hierbas y arbustos y se mastica la corteza de los árboles. 
El período de gestación y los tamaño de la camada promedio aumenta estacionalmente a un pico y luego disminuye. La producción anual de crías por hembra es de aproximadamente 10. Poco se sabe sobre la inversión parental en la liebre de Corea. Sin embargo, macho liebres no participan generalmente en el cuidado de los jóvenes.
Las liebres coreanas utilizan la velocidad y la agilidad para evitar ser presa de los depredadore, o se ocultan en arbustos y rocas. También se camuflan aplanando a cabo entre la vegetación. Tiene una gran cantidad de depredadores, los cuales incluyen la marta de garganta amarilla, el lobo, el zorro rojo, el  gato leopardo, el leopardo del Amur, el tigre siberiano, el lince boreal y las aves de presa.